# Wachtelhäuschen

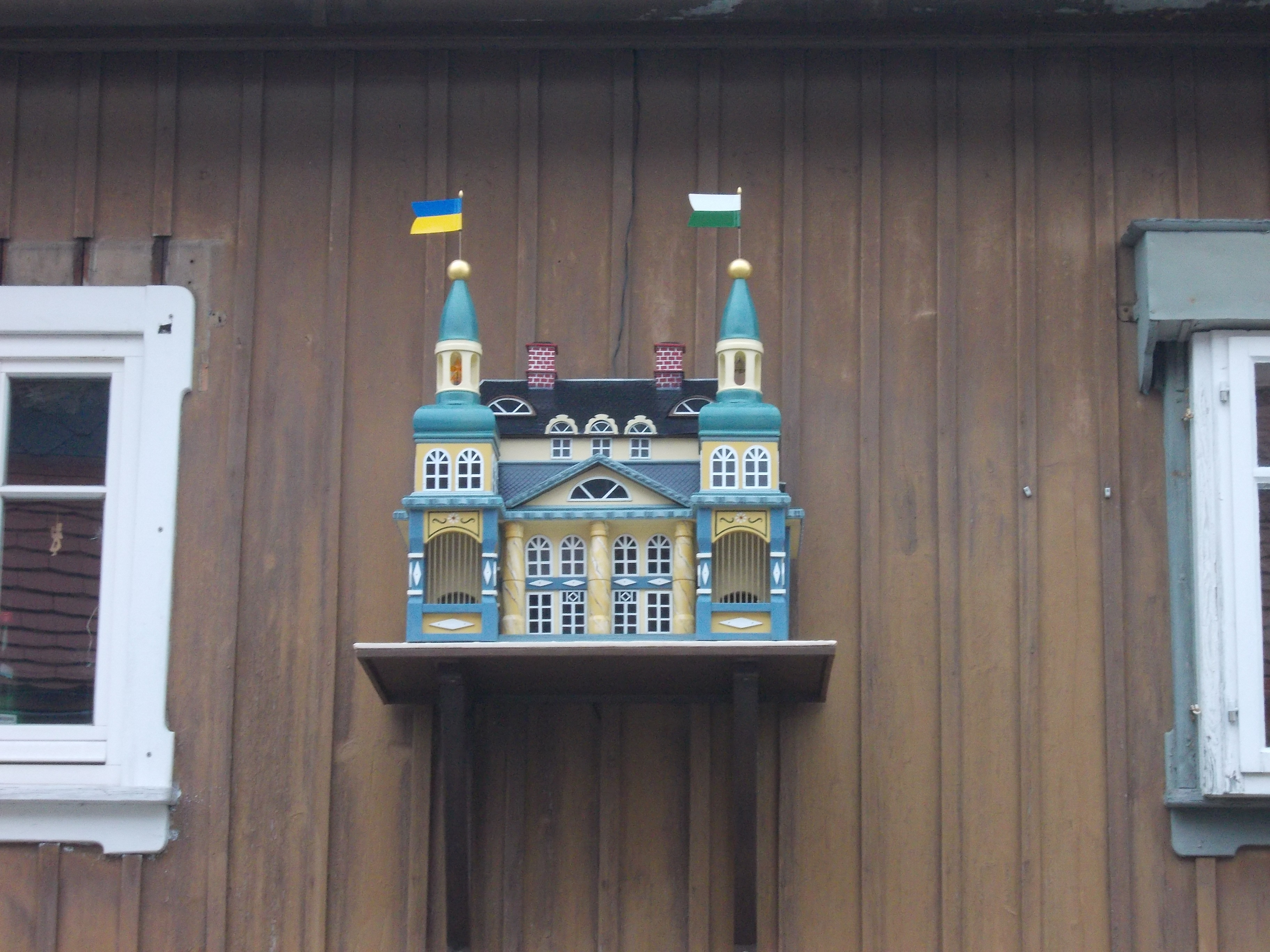
Das Wachtelhäuschen am Umgebindehaus Straße der Jugend 23 in Hörnitz (2014)

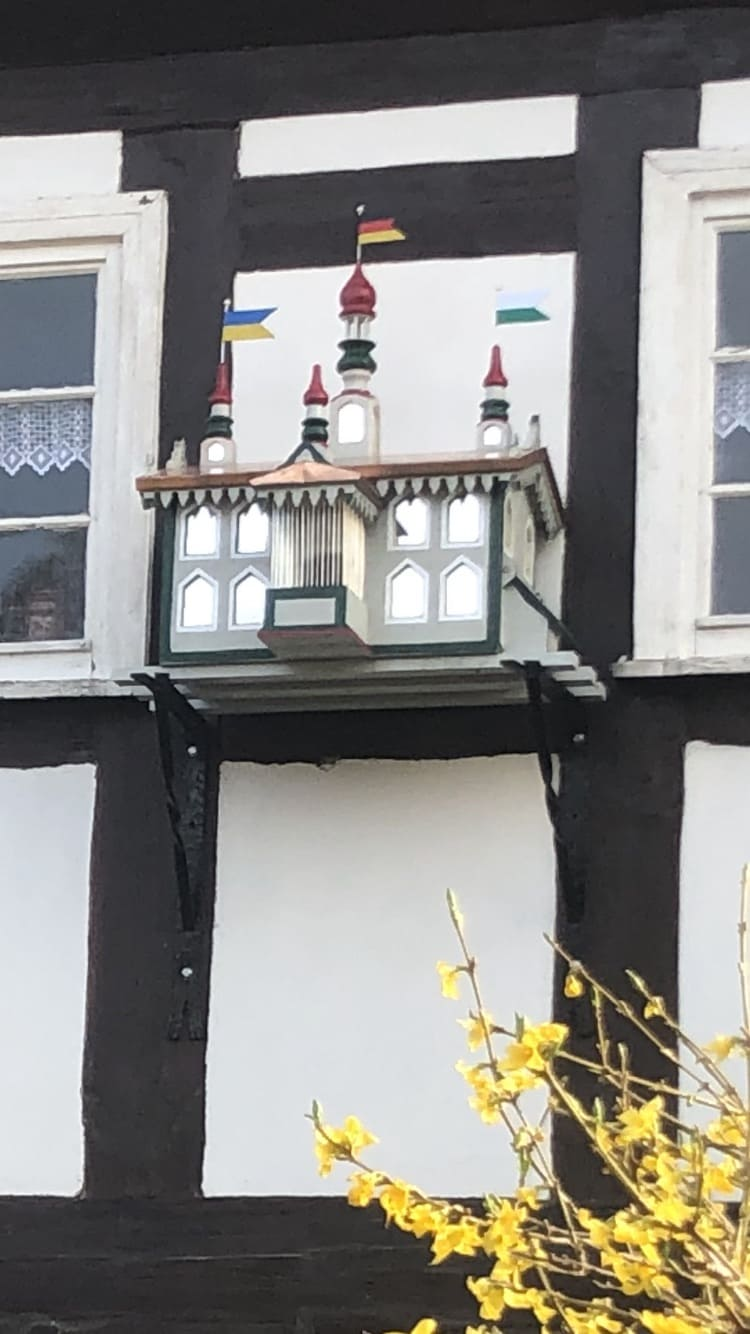
Wachtelhäuschen auf dem Brückenweg 14 in Obercunnersdorf

Als Wachtelhäuschen oder Wachtelhaus bezeichnet man eine Behausung zur Haltung und Zucht von Wachteln. Im 19. Jahrhundert und bis zur Mitte des 20. Jahrhunderts waren Wachtelhäuschen in vielen Regionen Mitteleuropas neben den zur Fütterung und zum Unterschlupf nötigen Öffnungen oft mit weiteren aufgemalten Fenstern und Türen ausgestattet, so dass der Eindruck eines Miniaturhauses noch verstärkt wurde. Türmchen und Dachkonstruktionen gaben dem Häuschen manchmal ein schloss- oder villenartiges Aussehen.

## Kulturgeschichte
Die zu den Fasanenartigen zählenden Wachteln gelten sowohl wegen ihrer Eier als auch wegen ihres Fleisches als Delikatesse. Daneben werden sie als Ziervögel gehalten. Da die Hähne der Wachteln morgens schon eine Stunde früher als die Haushähne schreien und überdies sehr wetterfühlig sind und mit ihrer Unruhe jeden Wetterumschwung ankündigen, wurden sie bald ein Teil der bäuerlichen Kultur. Man stellte ihnen gerne die prächtigen Wachtelhäuser zur Verfügung, um ihnen Unterschlupf zu gewähren. Im Winter wurden sie sogar in der Bauernstube gehalten, wo sie Ungeziefer fressen sollten.
Diese Vogelkäfige in Form eines Häuschens waren früher in der Lausitz, in Böhmen, aber auch in Schwaben verbreitet, wo sie an Bauern- und Weberhäusern aufgehängt wurden.

## Wachtelhäuschen in der Oberlausitz
Die Haltung von Wachteln als Hausvögel war in der Oberlausitz seit dem Anfang des 19. Jahrhunderts weit verbreitet und hielt sich etwa bis 1940.
Im Ortsteil Hörnitz der Gemeinde Bertsdorf-Hörnitz im Landkreis Görlitz in Sachsen befindet sich ein bunt bemaltes Wachtelhäuschen am Umgebindehaus, Straße der Jugend 23 (Lage). Der Hörnitzer Zimmermann Wagner fertigte das kunstvolle Vogelhäuschen im Winter 1931/32 während einer Zeit der Arbeitslosigkeit auf der Grundlage einer Beschreibung aus dem Jahre 1833. In der Mitte des 20. Jahrhunderts gab es in Hörnitz noch weitere Wachtelhäuschen, die aber in ihrer Erhaltung nicht an das Wagnersche heranreichten und später verloren gingen. 
Im Jahr 2009 riss ein Sturm das Wachtelhäuschen herunter. Das dabei zerbrochene Kunstwerk wurde von der Besitzerin des Hauses in vierjähriger Arbeit restauriert und am 26. November 2013 wieder an der Fassade angebracht.
Auch an der Außenmauer des Ackerbürgermuseums in Reichenbach/O.L. ist ein Wachtelhäuschen angebracht. Ein drittes ist im Besitz des Markersdorfer Dorfmuseums.
Ein weiteres Wachtelhaus befindet sich im Ortsteil Obercunnersdorf der Gemeinde Kottmar auf dem Brückenweg 14. 